# Provençaals bleek blauwtje
Het Provençaals bleek blauwtje (Lysandra hispana) is een vlinder uit de familie Lycaenidae, de kleine pages, vuurvlinders en blauwtjes. 

## Kenmerken
Voorvleugellengte: circa 17 mm. De bovenkant van de vleugels van het mannetje zijn licht grijsachtig blauw met brede zwarte randen; het vrouwtje is bruin en zelden blauw bestoven. De franje is geblokt. De onderkant van de vleugels is bij het mannetje witgrijs. Bij het vrouwtje is de onderkant van de voorvleugel lichtbruin en die van de achtervleugel donkerbruin.

## Waardplanten
De waardplant van de vlinder die als leefgebied droge kalkrijke grond heeft is de paardenhoefklaver. 

## Verspreiding en leefgebied
Het Provençaals bleek blauwtje komt, zoals de wetenschappelijk naam als doet vermoeden, voor in Spanje en Zuid-Frankrijk en Noord-Italië. De vlinder vliegt tot 1000 meter hoogte in berggebied.

## Vliegtijd
De vliegtijd van de twee generaties die per jaar worden voortgebracht loopt van april tot en met september.